# Comitatul Greenlee, Arizona
Comitatul Greenlee, conform originalului din engleză, Greenlee County (cod FIPS, 04-011), este unul din cele 15 comitate ale statului american Arizona, fiind situat în partea central-estică a statului arizonian. Conform datelor statistice ale recensământului din anul 2000, furnizate de United States Census Bureau, populația sa totală era de 8.547 de locuitori.
Sediul comitatului este orașul Clifton. Comitatul, care este cel mai depopulat comitat al statului Arizona, este parte a zonei micropolitane Safford Micropolitan Statistical Area.

## Geografie
Conform datelor statistice furnizate de United States Census Bureau, comitatul are o suprafață totală de 4.786 km2 (sau de 1,848 mile patrate), dintre care 4.783 km2 (sau 1,847 square miles) este uscat și doar 0.08 % (2,7 km2 sau 1 square miles) este apă.

### Drumuri importante
- Interstate 40
- U.S. Route 60
- U.S. Route 64
- U.S. Route 180
- U.S. Route 191
- State Route 64
- State Route 260
- State Route 264

## Demografie
|  | Graficele sunt indisponibile din cauza unor probleme tehnice. Mai multe informații se găsesc la Phabricator și la wiki-ul MediaWiki. |

Date: Wikidata - grafică realizată de Wikipedia